# Maria Zhao Guo
Św. Maria Zhao Guo (chiń. 婦趙郭瑪利) (ur. 1840 r. w Zhaojia, Hebei w Chinach – zm. lipiec 1900 r. tamże) – święta Kościoła katolickiego, męczennica.
Maria Zhao Guo urodziła się w 1840 r. w Zhaojia w prowincji Hebei.
Podczas powstania bokserów doszło w Chinach do prześladowania chrześcijan. 28 lipca 1900 r. Maria Zhao Guo próbowała razem z dwiema córkami Różą i Marią uciec przed ścigającą je grupą powstańców skacząc do studni. Wyciągnęli je jednak ze studni i próbowali zmusić do wyrzeczenia się wiary. Ponieważ nie zgodziły się na to, zostały zabrane na cmentarz i tam ścięte.
Dzień jej wspomnienia to 9 lipca (w grupie 120 męczenników chińskich).
Została beatyfikowana razem z córkami 17 kwietnia 1955 r. przez Piusa XII w grupie Leon Mangin i 55 Towarzyszy. Kanonizowana w grupie 120 męczenników chińskich 1 października 2000 r. przez Jana Pawła II.